# Unidad Habitacional Número 27 KI
Unidad Habitacional Número 27 KI är en ort i Mexiko.   Den ligger i kommunen Atoyac de Álvarez och delstaten Guerrero, i den södra delen av landet, 280 km sydväst om huvudstaden Mexico City. Unidad Habitacional Número 27 KI ligger 75 meter över havet och antalet invånare är 141.
Terrängen runt Unidad Habitacional Número 27 KI är varierad. Runt Unidad Habitacional Número 27 KI är det ganska glesbefolkat, med 50 invånare per kvadratkilometer. Närmaste större samhälle är Atoyac de Álvarez, 2,5 km sydost om Unidad Habitacional Número 27 KI. Omgivningarna runt Unidad Habitacional Número 27 KI är en mosaik av jordbruksmark och naturlig växtlighet.